# Tiruvannamalai
Tiruvannamalai là một thành phố và khu đô thị của quận Tiruvanamalai thuộc bang Tamil Nadu, Ấn Độ.

## Địa lý
Tiruvannamalai có vị trí 12°13′B 79°04′Đ / 12,22°B 79,07°Đ Nó có độ cao trung bình là 171 mét (561 feet).

## Nhân khẩu
Theo điều tra dân số năm 2001 của Ấn Độ, Tiruvannamalai có dân số 130.301 người. Phái nam chiếm 51% tổng số dân và phái nữ chiếm 49%. Tiruvannamalai có tỷ lệ 74% biết đọc biết viết, cao hơn tỷ lệ trung bình toàn quốc là 59,5%: tỷ lệ cho phái nam là 81%, và tỷ lệ cho phái nữ là 68%. Tại Tiruvannamalai, 11% dân số nhỏ hơn 6 tuổi.